# Nagymező
Nagymező (románul: Pruni) falu Romániában, Erdélyben, Kolozs megyében.

## Fekvése
Csákigorbótól keletre, Alsóhagymás, Alparét és Kálna közt fekvő település.

## Nevének eredete
Nevét nagy kiterjedésű mezejéről kapta. Neve románul Pruni, amely szilvást jelent.

## Története
Nagymező nevét 1338-ban említette először oklevél locus Nagmezew módon írva.
Későbbi névváltozatai: 1378-ban Nogoteluk, 1507-ben Naghmezew, 1599-ben Nagy Mezeo, 1636-ban Prum, máskép Nagymezeő, 1750-ben Nagy Mező, 1913-ban Nagymező.
Nagymező első ismert birtokosa 1378-ban Bebek György és Imre voltak, akiknek a király a reá szállt birtokot adományként adta.
Ezután Alparét tartozéka lett, s 1507-ben mivel Nádasdi Ongor János fiainak: Miklósnak és Jánosnak utódja nem született, így az ezek és Szobi (Zob) Péter fia Mihály között kötött kölcsönös örökösödési szerződés alapján királyi adományból Szobi Mihályra szállt.
1521-ben Héderfái Barlabási Lénárd erdélyi alvajda itteni részét végrendeletileg leányaira: Katalinra (Nyujtódi Demeterné), Magdolnára (Somkereki Erdélyi Gergelyné) és Zsófia, Borbála, Fruzina hajadonokra hagyta.
1573-ban Miksa császár Radák Lászlót itteni részében megerősitette, de 1577-ben Báthory Kristóf a hűtlenségbe esett Békés-párti Radák László itteni részét Kendy Ferencnek adományozta. Többi birtokosok: Deák Péter és Rácz János.
1577-ben e falut, mint hiteles vallatásból kitűnik, Barrabássi (Barlabási) János csanádi püspök bírta, ki Barrabássi Ferenc és Mihály, úgyszintén Bogáti Ozsvátnéval megosztozott. A Barrabássiak kihaltával Kendy Antalnéra (aki Bogáti leány volt) szállt.
A trianoni békeszerződés előtt Szolnok-Doboka vármegye Csákigorbói járásához tartozott.

## Források

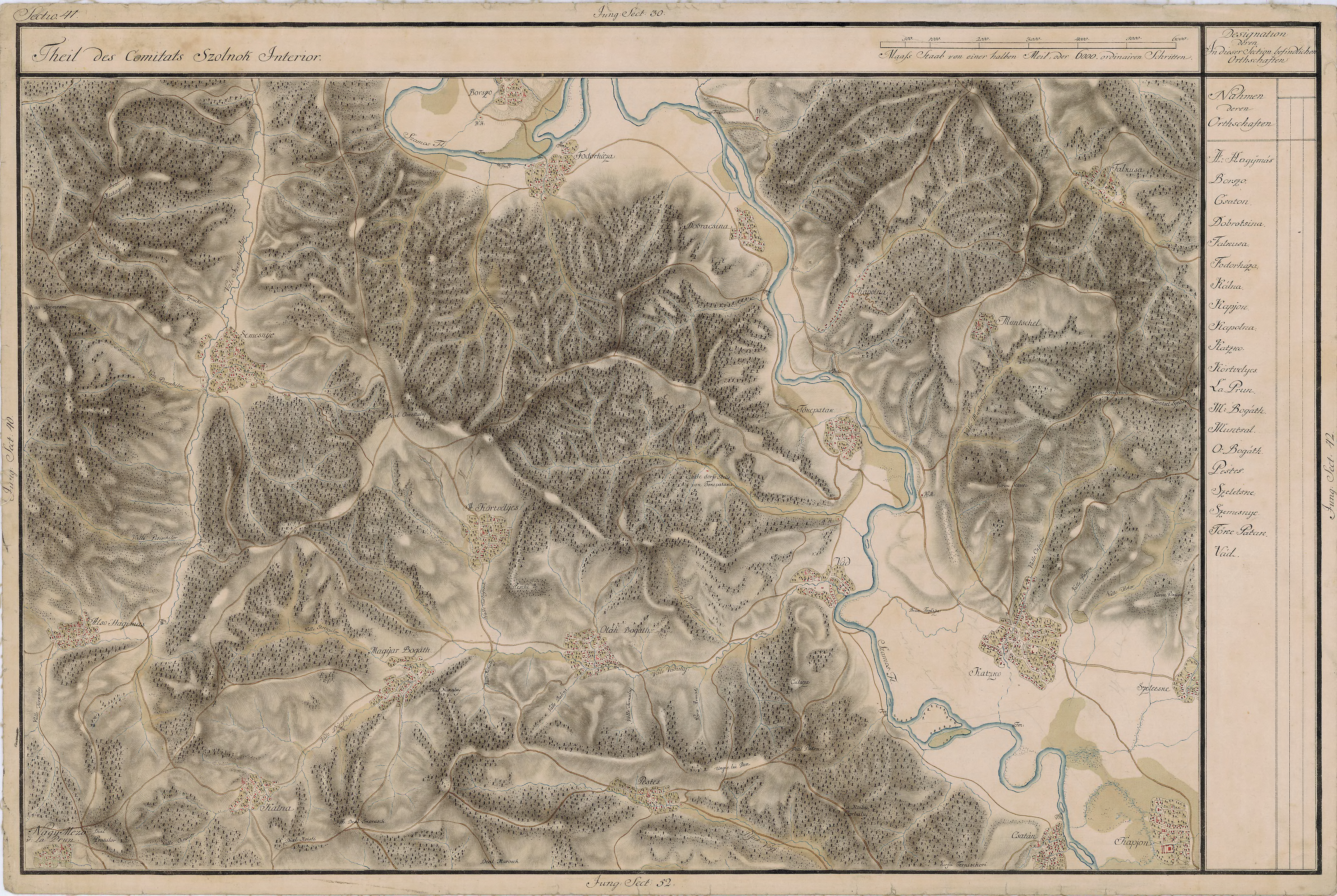
Nagymező egy régi térképen